# Economia keynesiana
(John Maynard Keynes, National Self-Sufficiency)
In macroeconomia l'economia keynesiana è una scuola di pensiero economica basata sulle idee di John Maynard Keynes, economista britannico vissuto a cavallo tra il XIX e il XX secolo.

## Descrizione

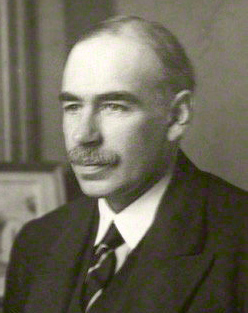
Keynes in una foto degli anni Venti

Keynes ha spostato l'attenzione dell'economia dalla produzione di beni alla domanda, osservando come in talune circostanze la domanda aggregata è insufficiente a garantire la piena occupazione.
Da qui, secondo Keynes, vi sarebbe la necessità di un intervento pubblico statale a sostegno della domanda, nella consapevolezza che, se questa diminuisse, il prezzo da pagare sarebbe un'eccessiva disoccupazione nei periodi di crisi, in quanto è assai probabile in tal caso che le reazioni degli operatori economici producano le condizioni per ulteriori diminuzioni della domanda aggregata stessa. Per questo, vi sarebbe la necessità di un intervento da parte dello Stato per incrementare la domanda globale anche in condizioni di deficit pubblico (deficit spending), intervento che a sua volta determinerebbe un aumento dei consumi, degli investimenti e dell'occupazione, dunque crescita economica.
Questa teoria si oppone alle conclusioni della cosiddetta economia neoclassica, sostenitrice invece della capacità del mercato di riequilibrare domanda e offerta grazie alla legge di Say.
Un particolare aspetto di questa dottrina economica è il keynesismo militare, che teorizza come fattore di sviluppo economico un aumento della produzione industriale a scopi militari (applicato ad esempio nella Germania nazista e negli Stati Uniti d'America del dopoguerra).

### Concetti base
I pilastri della teoria keynesiana sono:
- la preferenza per la liquidità;
- la legge della domanda effettiva;
- il moltiplicatore keynesiano.

## Keynes, libero scambio e protezionismo

### Il punto di svolta della Grande Depressione
All'inizio della sua carriera, Keynes era un economista marshallese profondamente convinto dei benefici del libero scambio. A partire dalla crisi del 1929, constatando l'impegno delle autorità britanniche a difendere la parità aurea della sterlina e la rigidità dei salari nominali, aderì gradualmente a misure protezionistiche.
Il 5 novembre 1929, ascoltato dal Comitato MacMillan per portare l'economia britannica fuori dalla crisi, Keynes indicò che l'introduzione di tariffe sulle importazioni avrebbe aiutato a riequilibrare la bilancia commerciale. Il rapporto della commissione afferma, in una sezione intitolata "controllo delle importazioni e aiuti alle esportazioni", che in un'economia dove non c'è piena occupazione, l'introduzione di tariffe può migliorare la produzione e l'occupazione. Così, la riduzione del deficit commerciale favorisce la crescita del paese.
Nel gennaio 1930, nel l'Economic Advisory Council, Keynes propose l'introduzione di un sistema di protezione per ridurre le importazioni. Nell'autunno del 1930, propose una tariffa uniforme del 10% su tutte le importazioni e sussidi dello stesso tasso per tutte le esportazioni. Nel Trattato sulla moneta, pubblicato nell'autunno del 1930, riprese l'idea di tariffe o altre restrizioni commerciali con l'obiettivo di ridurre il volume delle importazioni e riequilibrare la bilancia commerciale.
Il 7 marzo 1931, nel New Statesman e Nation, scrisse un articolo intitolato Proposta per un'entrata tariffaria. Egli sottolinea che la riduzione dei salari porta a una diminuzione della domanda nazionale che limita i mercati. Egli propone invece l'idea di una politica espansiva associata a un sistema tariffario per neutralizzare gli effetti sulla bilancia commerciale. L'applicazione delle tariffe doganali gli sembrava "inevitabile, chiunque sia il Cancelliere dello Scacchiere". Così, per Keynes, una politica di recupero economico è pienamente efficace solo se il deficit commerciale è eliminato. Propose una tassa del 15% sui prodotti manifatturieri e semilavorati e del 5% su alcuni prodotti alimentari e materie prime, con altre necessarie per le esportazioni esentate (lana, cotone).
Nel 1932, in un articolo intitolato The Pro- and Anti-Tariffs, pubblicato su The Listener, prevedeva la protezione degli agricoltori e di alcuni settori come l'industria automobilistica e siderurgica, considerandoli indispensabili alla Gran Bretagna.

### La critica della teoria dei vantaggi comparati
Nella situazione post-crisi del 1929, Keynes considerò irrealistici i presupposti del modello di libero scambio. Egli critica, per esempio, l'assunzione neoclassica dell'aggiustamento dei salari.
Già nel 1930, in una nota al Economic Advisory Council, dubitava dell'intensità del guadagno dalla specializzazione nel caso dei manufatti. Mentre partecipava al Comitato MacMillan, ammise di non "credere più in un grado molto alto di specializzazione nazionale" e rifiutò di "abbandonare qualsiasi industria che non è in grado, per il momento, di sopravvivere". Criticò anche la dimensione statica della teoria dei vantaggi comparati che, secondo lui, fissando definitivamente i vantaggi comparati, porta in pratica ad uno spreco di risorse nazionali.
Nel Daily Mail del 13 marzo 1931, ha definito l'ipotesi di una perfetta mobilità settoriale del lavoro "un'assurdità", poiché afferma che una persona messa fuori dal lavoro contribuisce ad una riduzione del tasso di salario finché non trova un lavoro. Ma per Keynes, questo cambio di lavoro può comportare dei costi (ricerca di lavoro, formazione) e non è sempre possibile. In generale, per Keynes, i presupposti della piena occupazione e del ritorno automatico all'equilibrio screditano la teoria dei vantaggi comparati.
Nel luglio 1933, pubblicò un articolo sul New Statesman e Nation intitolato National Self-Sufficiency, criticando l'argomento della specializzazione delle economie, che è alla base del libero scambio. Propone quindi la ricerca di un certo grado di autosufficienza. Invece della specializzazione delle economie sostenuta dalla teoria ricardiana del vantaggio comparato, preferisce il mantenimento di una diversità di attività per le nazioni. In esso confuta il principio del commercio di pace. La sua visione del commercio è diventata quella di un sistema in cui i capitalisti stranieri competono per la conquista di nuovi mercati. Difende l'idea di produrre sul suolo nazionale quando possibile e ragionevole, ed esprime simpatia per i sostenitori del protezionismo.
Egli nota in National Self-Sufficiency:
(John Maynard Keynes, National Self-Sufficiency)
e aggiunge:
(John Maynard Keynes, National Self-Sufficiency)
Più tardi, Keynes ebbe una corrispondenza scritta con James Meade che si concentrava sulla questione delle restrizioni alle importazioni. Keynes e Meade hanno discusso la scelta migliore tra quote e tariffe. Nel marzo 1944 Keynes entrò in una discussione con Marcus Fleming dopo che quest'ultimo aveva scritto un articolo intitolato "Quote contro svalutazione". In questa occasione, vediamo che ha definitivamente preso una posizione protezionista dopo la Grande depressione. In effetti, riteneva che le quote potessero essere più efficaci del deprezzamento della moneta per affrontare gli squilibri esterni. Così, per Keynes, il deprezzamento della moneta non era più sufficiente e le misure protezionistiche divennero necessarie per evitare i deficit commerciali. Per evitare il ritorno delle crisi dovute a un sistema economico autoregolato, gli sembrava essenziale regolare il commercio e fermare il libero scambio (deregolamentazione del commercio estero).
Egli sottolinea che i paesi che importano più di quanto esportano indeboliscono le loro economie. Quando il deficit commerciale aumenta, la disoccupazione aumenta e il PIL rallenta. E i paesi con un surplus hanno una "esternalità negativa" sui loro partner commerciali. Si arricchiscono a spese degli altri e distruggono la produzione dei loro partner commerciali. John Maynard Keynes credeva che i prodotti dei paesi in surplus dovessero essere tassati per evitare squilibri commerciali. Così non crede più nella teoria del vantaggio comparato. (su cui si basa il libero scambio) che afferma che il deficit commerciale non ha importanza, poiché il commercio è reciprocamente vantaggioso.
Questo spiega anche la sua volontà di sostituire la liberalizzazione del commercio internazionale (libero commercio) con un sistema di regolamentazione volto ad eliminare gli squilibri commerciali in queste proposte per gli accordi di Bretton Woods.

## Critiche
Friedrich Hayek ha criticato le politiche economiche keynesiane per il loro approccio, che sarebbe fondamentalmente collettivista, sostenendo che tali teorie incoraggerebbero la pianificazione centrale, che porta a scarsi investimenti di capitale, il che è la causa dei cicli economici. Hayek ha anche sostenuto che lo studio di Keynes sulle relazioni aggregate in un'economia sarebbe fuorviante, poiché le recessioni sono dovute a fattori microeconomici. Hayek ha sostenuto che quelli che iniziano come adeguamenti statali temporanei diventerebbero generalmente programmi statali permanenti e in crescita, che limitano il settore privato e la società civile.
Anche altri economisti della scuola austriaca hanno mosso critiche al keynesismo. Henry Hazlitt ha criticato, paragrafo per paragrafo, la teoria generale di Keynes.
Murray Rothbard accusa il keynesismo di avere le sue radici profonde nel pensiero medievale e mercantilista.